# Kanton Saint-Jean-Soleymieux
Kanton Saint-Jean-Soleymieux (francouzsky Canton de Saint-Jean-Soleymieux) je francouzský kanton v departementu Loire v regionu Rhône-Alpes. Tvoří ho 13 obcí.

## Obce kantonu
- Boisset-Saint-Priest
- La Chapelle-en-Lafaye
- Chazelles-sur-Lavieu
- Chenereilles
- Gumières
- Lavieu
- Luriecq
- Margerie-Chantagret
- Marols
- Montarcher
- Saint-Georges-Haute-Ville
- Saint-Jean-Soleymieux
- Soleymieux